# Ettore Colombo

Ettore Colombo

Ettore Colombo (Rovato, 18 dicembre 1891 – Limone sul Garda, 29 settembre 1953) è stato un imprenditore italiano, fondatore della Idropejo SpA, società d'imbottigliamento dell'acqua oligominerale Acqua Pejo della Fonte Alpina di Peio.

## Biografia
Inizia la sua attività lavorativa appena tredicenne, sostituendo il padre alla guida dell'attività di famiglia a Rovato, nella produzione e nell'imbottigliamento di bibite e birra con distribuzione in tutta la Lombardia.
Nella prima guerra mondiale presta servizio nel 5º Reggimento Alpini, Battaglione Valchiese con il grado di sottotenente riportando una menzione di merito per aver preso parte ad azioni di guerra sul Piave, dove in un contrattacco perde l'occhio destro.
Nel 1919 riprende la sua attività interrotta durante il periodo bellico, aprendo nel 1924 una filiale a Brescia, e rilevando poi un'altra azienda sempre nel medesimo settore.

## Attività imprenditoriale
La sua aspirazione è però avere una sua fonte di acqua minerale da imbottigliare. La scelta cade sulla Fonte Alpina di Peio, conoscendo la validità delle acque, ne intuisce la possibilità di sviluppo.
Nel 1949 inizia la costruzione dello stabilimento di imbottigliamento l'11 maggio 1951 esce la prima bottiglia, recante sull'etichetta una bella veduta di Peio. La denominazione scelta per la società fu Idro Pejo. Lo stabilimento e la relativa attività commerciale contribuirono a dare impulso anche all'attività turistica e residenziale creando una fonte di ricchezza e di benessere per tutta la valle.
Ettore Colombo muore di incidente stradale il 29 settembre 1953 sulla Gardesana occidentale nei pressi di Limone del Garda mentre si stava recando con la sua vettura allo stabilimento con dei tecnici.

## Curiosità
A lui si deve l'idea della denominazione "Pejo", toponimo utilizzato durante il periodo di appartenenza all'Impero Austro-Ungarico. Ritenendo infatti più commerciabile un'acqua minerale con un nome che colpisse maggiormente, decise di sostituire la "i" del toponimo ufficiale, con una "j" dal tocco più internazionale. La trovata ha causato per lunghi anni la presenza in doppia forma del nome, una delibera comunale ha però definitivamente stabilito in "Peio" la forma corretta ed ufficiale. Tutt'oggi l'uso della variante "Pejo" è consentito per scopi turistici e commercial e su tutti il marchio dell'acqua prodotta nello stabilimento: Pejo Fonte Alpina.